# Xala
Xala è un film del 1975 diretto da Ousmane Sembène.
Il soggetto è tratto dall'omonimo romanzo del regista.

## Trama
Lo xala è una maledizione che si dice renda gli uomini temporaneamente impotenti. È questa la disgrazia toccata ad El Hadjí Abdou Kader Beye, esponente di prestigio della nuova borghesia africana e membro della Camera del Commercio. Disperato, dopo aver consultato invano medici e veggenti, a El Hadjí non rimane che sottomettersi alla volontà dell'autore dello xala: solo a costo di indicibili umiliazioni egli potrà forse recuperare la propria virilità.

## Tematica
Xala  è un racconto allegorico sulla corruzione della nascente borghesia senegalese schiacciata tra l'ossessione per le comodità occidentali (l'aria condizionata, l'acqua minerale, le automobili, le valigette ventiquattrore piene di banconote) e la cultura tradizionale. Il film affronta tematiche quali la corruzione e lo scontro tradizione/modernità, raccontando la caduta di El Hadji uomo d'affari che a causa dei suoi imbrogli, perde tutto e viene processato da due gruppi sociali agli antipodi, gli uomini d'affari e i mendicanti. Nelle sequenze finali, El Hadji, abbandonato da tutti a causa dello “xala” subisce infatti un doppio processo. Il primo all'interno della camera di commercio dove i suoi colleghi, accusandolo di avere disonorato la confederazione, lo cacciano. Il secondo nella sua stessa casa, dove il capo dei mendicanti svela di essere l'artefice dello “xala”, gesto di vendetta per essere stato derubato molti anni prima dallo stesso El Hadji. Nella scena finale El Hadji attorniato dai mendicanti viene ricoperto di sputi in un gesto di estremo disprezzo. El Hadji viene punito e giudicato così non solo da chi ha subito il torto ma dall'intera società simbolicamente rappresentata dai potenti e dai miserabili. I concetti di giustizia e vendetta però si sovrappongono e il processo finale avviene al di fuori della legalità.
El Hadji percorre un arco trasformazionale simile ad uno dei modelli topografici che secondo il critico André Gardies caratterizzerebbero il cinema africano francofono. In questo modello, un soggetto inizialmente congiunto allo spazio sociale che lo circonda affronta un percorso che lo porterà ad un distacco dal proprio contesto. La caduta dell'eroe è un tema che si ritrova inoltre in numerose favole tradizionali africane. Nel ciclo di Leuk Lièvre et Touki Hyène per esempio si ripete frequentemente la situazione di un personaggio che commette una mancanza e per questo viene punito, a volte fino alla morte. Queste storie rientrano nel genere denominato dell’astuto imbroglione, un personaggio dalle mille sfaccettature che può caratterizzarsi, a seconda dei casi, come eroe positivo o negativo e la cui matrice è stata spesso identificata nei personaggi letterari e cinematografici di Sembène. Secondo il critico senegalese Mbye Cham  El Hadj incarnerebbe la versione politica contemporanea dell'astuto imbroglione.

## Riconoscimenti
- Premio Speciale della Giuria International Film Festival Karlorvy Vary
- Medaglia d'Argento Festival Internacional de Cinema de Figuiera de Foz